# Nele Van den Broeck
Nele Van den Broeck (Merchtem, 1985), ook bekend onder haar muzikale alter ego Nele Needs A Holiday, is een Belgische muzikant, schrijver en theatermaker. Nele studeerde muziekproductie aan het London Centre of Contemporary Music. Voorheen studeerde ze tegelijkertijd Drama aan het KASK in Gent en Duits en Spaans aan de VUB. Ze woont in Brussel.  

## Muziek
Onder de naam Nele Needs A Holiday schrijft Van den Broeck popmuziek met hyper-realistische teksten. Nele Needs A Holiday werd muzieklaureaat op Theater Aan Zee 2008, en haalde de finale van Humo's Rock Rally 2010. 
In augustus 2010 kwam in eigen beheer de ep It's OK... uit, geproduceerd door Pascal Deweze. 
Op 19 september 2014 verscheen It's My Party, het debuutalbum van Nele Needs A Holiday, geproduceerd door Koen Gisen en gedistribueerd via LC Music. 
Op 6 oktober 2017 kwam Neles tweede album Love Yeah uit, geproduceerd door Richie Stevens en gedistribueerd via N.E.W.S. 
In 2018 kwam Nele Needs A Holiday: The Musical tot stand, een voorstelling over Neles wedervaren als Belgische in Londen ten tijde van het Brexit referendum. De musical ging in première op het Edinburgh Fringe Festival en speelde tevens bij Ovalhouse in Londen en op Latitude Festival. In de Britse krant The Guardian werd Nele Needs A Holiday: The Musical geprezen omwille van de sterke muzikale arrangementen, goeie humor en eigenzinnige charme. Op 8 februari 2019 vond de Belgische première plaats bij de Koninklijke Vlaamse Schouwburg in Brussel.

## Theater
Van den Broeck studeerde in 2011 af als Master in het Drama aan de Koninklijke Academie voor Schone Kunsten (KASK) in Gent.
Als regisseur en auteur maakte ze stukken bij WALPURGIS (2&1, samen met Leonard van Herwijnen), De Vieze Gasten (Love is Great) en Larf! (KOER, samen met Katrien Pierlet). Sinds 2011 werkt ze aan de KWEST-reeks, een reeks van theatraal-wetenschappelijke lezingen met telkens een ander wetenschappelijk thema als onderwerp. KWEST#1: Het Brein (over neurologie) ging in april 2011 in première bij De Vieze Gasten, KWEST#2: De Kosmos (over fysica) ging in oktober 2012 in première bij  Kunstencentrum De Werf in Brugge. KWEST#3: Het Geld (over economie) ging in 2017 in première bij Inter Arts Centre in  Malmö, waar ze artist in residence is.
Sinds 2014 is Van den Broeck als freelance regisseur verbonden aan Lyric Theater (Hammersmith) in Londen, waar zij theater met jonge acteurs maakt. Zij regisseerde er The Best Show Ever en East West South North London. Gebaseerd op deze laatste voorstelling regisseerde zij ook de gelijknamige kortfilm. In 2017 schreef en regisseerde ze er de musical "How To Fail At Being Perfect", die werd hernomen op Latitude Festival.
Als actrice speelde ze in stukken van de Koninklijke Vlaamse Schouwburg (Singhet ende Weset Vro), het Kaaitheater (Het moment waarop we niets van elkaar wisten), de Kopergietery (Love, Twist), Tristero (The Search Project), Nevski Prospekt (Mädchen), De Kolonie MT (Scattiwhatti), Leen Braspenning (Dekaloog) en plan d— (Au!). Als muzikant en componist werkte zij aan stukken bij Larf! (Yvonne), Dschungel Wien (Polsterfreunde Und Deckenwelte), en Marionettentheater Schwandorf (Pinocchio). Samen met Pascale Platel en Roos Van Acker schreef en speelde ze de voorstelling Totdatzeerdoet.
Voorts maakt Van den Broeck deel uit van de artistieke kern van het Belgisch-Oostenrijkse theatergezelschap motschnik. Motschnik won in 2010 de Oostenrijkse Jung Wild Förderpreis met de voorstelling Zeensucht, gespeeld door Nele Van den Broeck en geregisseerd door Melika Ramic. In februari 2013 ging de tweede voorstelling van motschnik, Frosch und Tigerente, in première bij Dschungel Wien. In januari 2015 componeerde Van den Broeck de muziek voor de voorstelling Wunderjahre.

## Radio
Nele presenteerde op Radio 1 vanaf januari tot eind maart 2014 Nele in Radioland, een programma over de geschiedenis van 100 jaar radio in België.

## Televisie
Van augustus 2012 tot februari 2013 zong Van den Broeck iedere dinsdagavond een liedje in de rubriek Het Laatste Woord in het programma Iedereen Beroemd, het dagelijkse magazine van televisiezender Eén.
In 2013 en 2014 was zij reporter voor Canvas bij het Groot Dictee der Nederlandse Taal. Begin 2014 presenteerde zij enkele afleveringen van 'Nuff Said, een humorprogramma op Canvas, en presenteerde zij samen met Luc De Vos Humo's Rock Rally Sessions op Acht.

## Column
Sinds januari 2015 schrijft ze een tweewekelijkse column voor De Standaard, telkens aan de hand van een ander muziek nummer. Haar column Mind The Gap werd door de Standaard opgenomen in de 25 beste columns van 2015.

## Boeken
In 2019 verscheen Van den Broecks boek Halfvolwassen bij Uitgeverij Horizon, een imprint van Overamstel Uitgevers. Het boek is een autobiografische bloemlezing van mislukkingen. De roman Iemand Anders kwam uit in 2023. 